# Strandhugg
Strandhugg (originaltitel Line) är en norsk dramafilm från 1961 i regi av Nils-Reinhardt Christensen. I rollerna ses bland andra Margrete Robsahm, Toralv Maurstad och Henki Kolstad.

## Handling
Dåliga nerver har slagit ut den unge sjömannen Jacob och han tvingas möstra av i Rotterdam. En läkare råder honom att återvända till Norge och tala ut med sin far, vars tyranni är grunden till hans psykiska tillstånd och moderns sinnessjukdom. Jacob återvänder till Norge, men i stället för att träffa fadern söker han upp sin gamla vän Gabriel. Gabriel hjälper honom att få ett arbete och Jacob börjar skriva en bok.
Jacob träffar Line, som han var mycket förälskad i innan han drog till sjöss. Hon bjuder med honom på en fest där de träffar Laffen, som också han är förälskad i Line. Line väljer dock Jacob och de inleder en relation. Line tror snart att hon blivit gravid och konflikt uppstår mellan dem när hon vill göra abort.
Jacobs far skickar en check med pengar till Jacob som en försoningsgest, men Jacob ger inte med sig. Han tar dock emot checken och beger sig på båtsemester med Line. Där nås de av beskedet att Laffen skadats i en bilolycka. Jacob får reda på att Laffen var Lines förste älskare. I vredesmod lämnar han Line för en annan kvinna. Han återvänder senare till Line, men deras relation präglas av konflikter. Jacob uppsöker till slut sin far och drar därefter ut till sjöss igen.

## Rollista
- Toralv Maurstad – Jacob
- Margrete Robsahm – Line
- Rønnaug Alten – Jacobs mor
- Elisabeth Bang – Turid, Jacobs syster
- Odd Borg – Kalle
- Per Christensen – Putte
- Rolf Christensen – Jacobs far
- Truuk Doyer – barnflicka i Rotterdam
- Ragnhild Hiorthøy – Ellen
- Sissel Juul – Hanne
- Henki Kolstad – Gabriel Sand
- Per Lillo-Stenberg – Jens
- Wenche Medbøe – Veslemøy
- Atle Merton – Laffen
- Rolf Søder – Benna
- Ulf Wengård – Pål
- Frithjof Fearnley – Lines far
- Olava Øverland – en passagerare

## Om filmen
Strandhugg bygger på Axel Jensens roman Line, vilken omarbetades till filmmanus av Sigurd Evensmo. Filmen producerades av Concord Film AS med Sverre Gran som produktionsledare. Den regisserades av Nils-Reinhardt Christensen och är hans tredje filmregi efter Selv om de er små (1957) och 5 loddrett (1959). Filmen fotades av Ragnar Sørensen och klipptes av Olav Engebretsen. Musiken komponerades av Egil Monn-Iversen.
Filmen hade premiär den 5 januari 1961 i Norge. I maj 1961 visades den på Filmfestivalen i Cannes. Den hade finsk biopremiär den 13 oktober 1961 med titeln Line och amerikansk premiär den 12 september 1962 med titeln The Passionate Demons. I Grekland heter filmen Daimonismeni sarka och i Sverige Strandhugg. Den visades även i forna Västtyskland som Leidenschaftliche Begegnung samt i forna Jugoslavien som Line – Strastni Demon.